# Nithard de Lieja
Nithard de Lieja (otras ortografías: Nitard, Richard, Rithard) fue príncipe-obispo del principado de Lieja de 1037 al 14 de agosto de 1042.

## Biografía
Originario de la diócesis de Lieja, nunca formó parte de la capilla real.
En 1037, a la muerte de Reginardo, Wazo ya era candidato, pero el capítulo prefirió a Nithard, tesorero y sobrino de Reginardo. El 12 de agosto de 1039, exaltó a los santos Monulfo y Gondulfo en Maastricht y consagró la nueva iglesia dedicada a Servacio de Tongeren.
Ayudó a obtener reliquias de Lamberto de Lieja en Münster y asistió en 1040, cuando el obispo Herman I de Münster consagró la iglesia Überwasserkirche a Lamberto de Lieja, lo que da una idea de las relaciones comerciales intensivas entre los dos principados obispales. El mismo año, a la muerte del conde Arnolfo de Haspengouw, Nithard se vio con Enrique III el Negro en Ulm para obtener la soberanía del condado de Haspengouw, que desde entonces se integró en el principado de Lieja. En 1040 ordenó la construcción de una capilla y de un castillo fortificado en Dinant.
Fue enterrado en la catedral de san Lamberto (Lieja) en 1042.

### Citas
1. 1 2 3  «L'église impériale : de Baldéric II à Otbert» (en francés). Consultado el 9 de marzo de 2014.
2. ↑  Herzberg, Verlag Traugott Bautz. «Biographisch-Bibliographisches Kirchenlexicon» (en alemán). Archivado desde el original el 29 de febrero de 2012.
3. ↑  Brockhaus (1894-1896). Konversationslexikon, tomo 9 (en alemán) (14ª edición). Leipzig, Berling & Wien: F. A. Brockhaus. pp. 109-111. Consultado el 10 de marzo de 2014.
4. ↑  «Het Graafschap Loon 800-1366» (en alemán).